# Marco Martino
Marco Martino (né le 21 février 1960 à Rome) est un athlète italien spécialiste du lancer de disque.
Il remporte la médaille d'or lors des Jeux méditerranéens de 1987. Il détient depuis le 28 mai 1989 à Spolète le record italien du disque, en 67,62 m.